# Arvicanthis
Genre
Le genre Arvicanthis comprend des rongeurs de la famille des Muridés. Ce sont des espèces de rats des champs endémiques d'Afrique.
Synonyme : Isomys.                           

## Liste des espèces
Ce genre comprend les espèces suivantes selon Mammal Species of the World :
- Arvicanthis abyssinicus (en) (Rüppell, 1842)
- Arvicanthis ansorgei (en) (Thomas 1910)
- Arvicanthis blicki (en) Frick, 1914
- Arvicanthis nairobae (en) J. A. Allen, 1909
- Arvicanthis neumanni (en) (Matschie, 1894)
- Arvicanthis niloticus (Desmarest, 1822) - rat roussard ou rat du Nil[2], le plus connu du genre.
- Arvicanthis rufinus (en) Temminck, 1853

Et la classification phylogénétique ajoute aussi :
- Arvicanthis dembeensis (Rüppell, 1842) synonyme de Arvicanthis niloticus (Desmarest, 1822) pour MSW
- Arvicanthis somalicus Thomas, 1903  synonyme de Arvicanthis neumanni (Matschie, 1894) pour MSW
- Arvicanthis sp. Koumbala
- Arvicanthis sp. Kyambura